# Пијор
Пијор (лат. Phoxinus phoxinus) је слатководна риба из фамилије Cyprinidae.
- Латински назив:
- Локални називи: гага, гагица, писанец, зеленак, пижор, јошанка
- Макс. дужина: до 12 .
- Макс. маса: до 50 .
- Време мреста: од маја до јула

## Опис и грађа
Пијор може да нарасте од 10 до 12 cm, ретко када више. Чврсте је грађе, тело му је округласто. Има ситну крљушт, а на трбуху је нема. Глава и прса су му карминцрвене боје. Основна боја на леђима је тамнозелена или прљавосива, а по боковима тела налазе се мрље неправилних облика, које су често спојене у златно - уздужну пругу. Цело тело је посуто ситним сивим пегама. Мужјаци, у периоду мреста добијају нешто живље боје.

## Навике, станиште, распрострањеност
Пијор најчешће живи у водама Дувањског, Сињског, Ливањског и Гламочког поља, у Бушком и Мостарском блату и у Блидињском језеру, али се среће и у скоро свим водама дунавског и јадранског слива. Настањује бистре реке са пешчаним и шљунковитим дном у великим јатима. Када се вода у лето јако угреје јата се селе ка изворима где је вода хладнија.

## Размножавање
Пијор се мресте од маја до јула, обично од половине маја до половине јуна. Плодност је мала, до хиљаду јаја. Јаја одлажу међу камење, лепљива су и имају у дијаметру од 1 до 1,25 mm.